# قوناق
قوناق (بالتركية: Konak) هي بلدية ومدينة تاريخية تركية تقع بمقاطعة إزمير في تركيا.

## المساحة والسكان
تبلغ مساحتها 24 كيلومتر مربع، وعدد سكانها حوالي 356563 نسمة وفقاً لتقديرات عام 2018، تعتبر قوناق الأكثر كثافة سكانية من بين مناطق إزمير الثلاثين، وتضم 113 حي سكني.

## الاقتصاد والتعليم
يوجد العديد من الشركات والمراكز الحضرية والتجارية في المدينة، يوجد 26 بنكًا في جميع أنحاء منطقة قوناق تقدم خدماتها من خلال 209 فروع.

## المعالم التاريخية

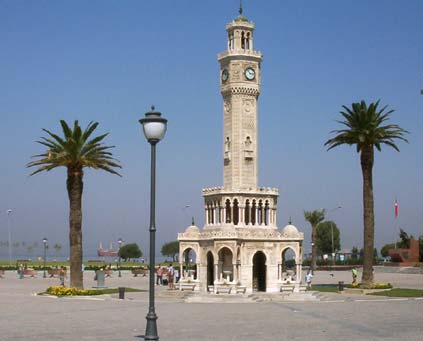
برج ساعة إزمير العثماني ومن خلفه بحر إيجة

تضم متاحف ومناطق أثرية هامة منها أغور اسميرنا أو أغورا إزمير ومسجد قوناق، ويعتبر برج الساعة إزمير أحد الأماكن والمعالم التاريخية التي يجب رؤيتها في قوناق، وهو برج ساعة تاريخي عثماني تم بناؤه في عام 1901 في الذكرى الخامسة والعشرين لخلافة السلطان عبد الحميد الثاني، يقوم زوار إزمير بالتقاط الصور أمام برج الساعة وإطعام الطيور التي تحلق حوله.

## السياحة

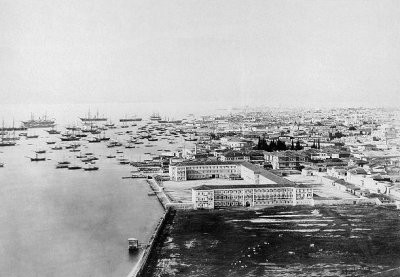
منظر عام لساحة قوناق عام 1865 مع الثكنة العثمانية ومقر إقامة الحاكم والساحة والسفن على الرصيف

تستقبل قوناق آلاف السياح يومياً لوجود العديد من المناطق والمعالم التاريخية والثقافية.